# Lucia Molnárová
Lucia Molnárová (* 5. října 1986 Bratislava) je slovenská herečka. Je sestrou — dvojčetem herečky Petry Molnárové.

## Filmografie
- Tři životy (2007) [dabing Andrea Elsnerová]
- O dívce, která šlápla na chléb (2007) [dabing Andrea Elsnerová]
- Vlna (2008)
- Santiniho jazyk (2010) [dabing Andrea Elsnerová]
- Hasiči (2010) [dabing Lucie Pernetová]
- Kameňák 4 (2013) [dabing Ivana Korolová]
- Vánoční Kameňák (2015) [bez dabingu]